# Disa sagittalis
Disa sagittalis là một loài phong lan.
 Tư liệu liên quan tới Disa sagittalis tại Wikimedia Commons

## Hình ảnh

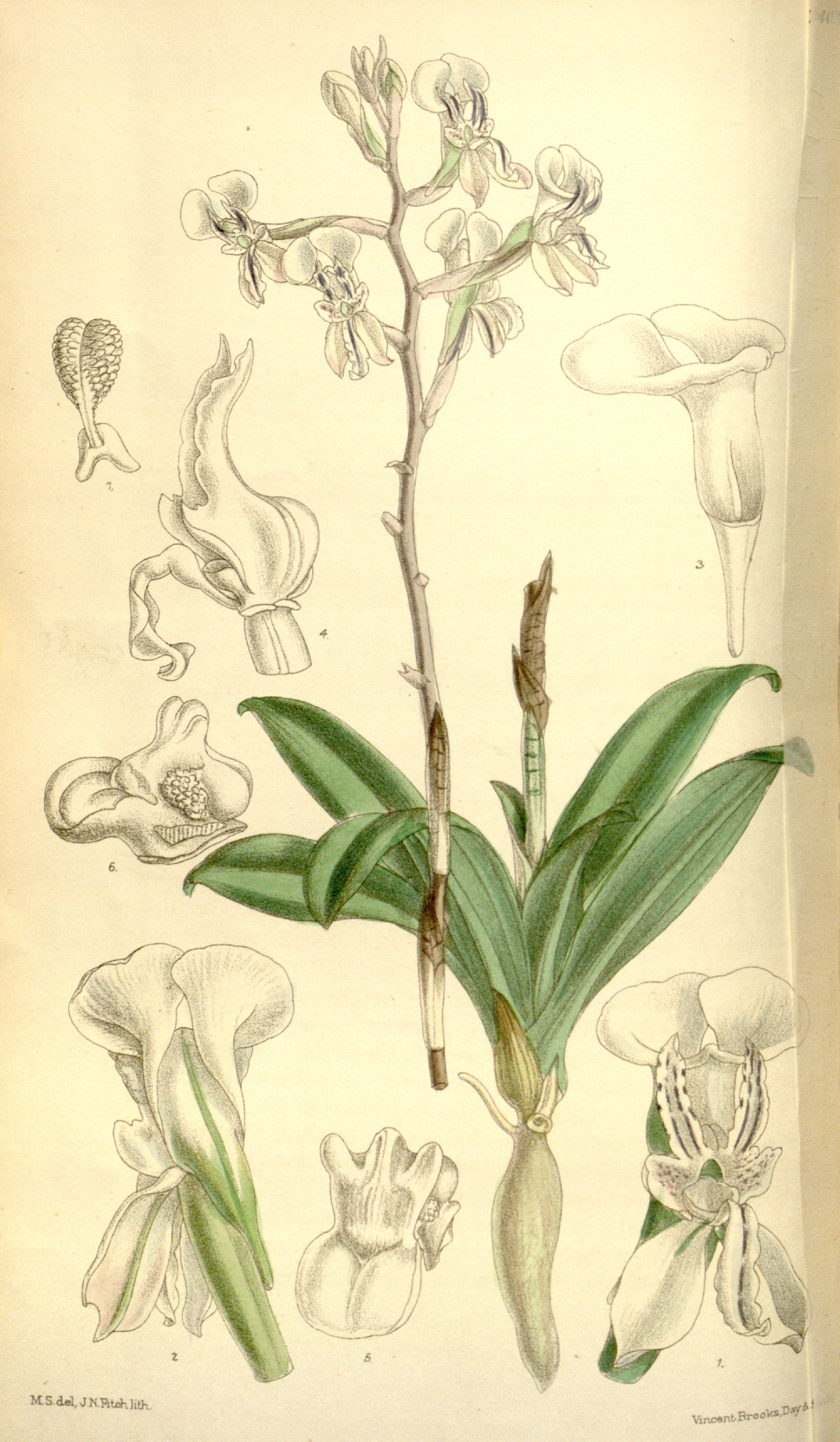